# Attrezzatura amovibile di presa di carico

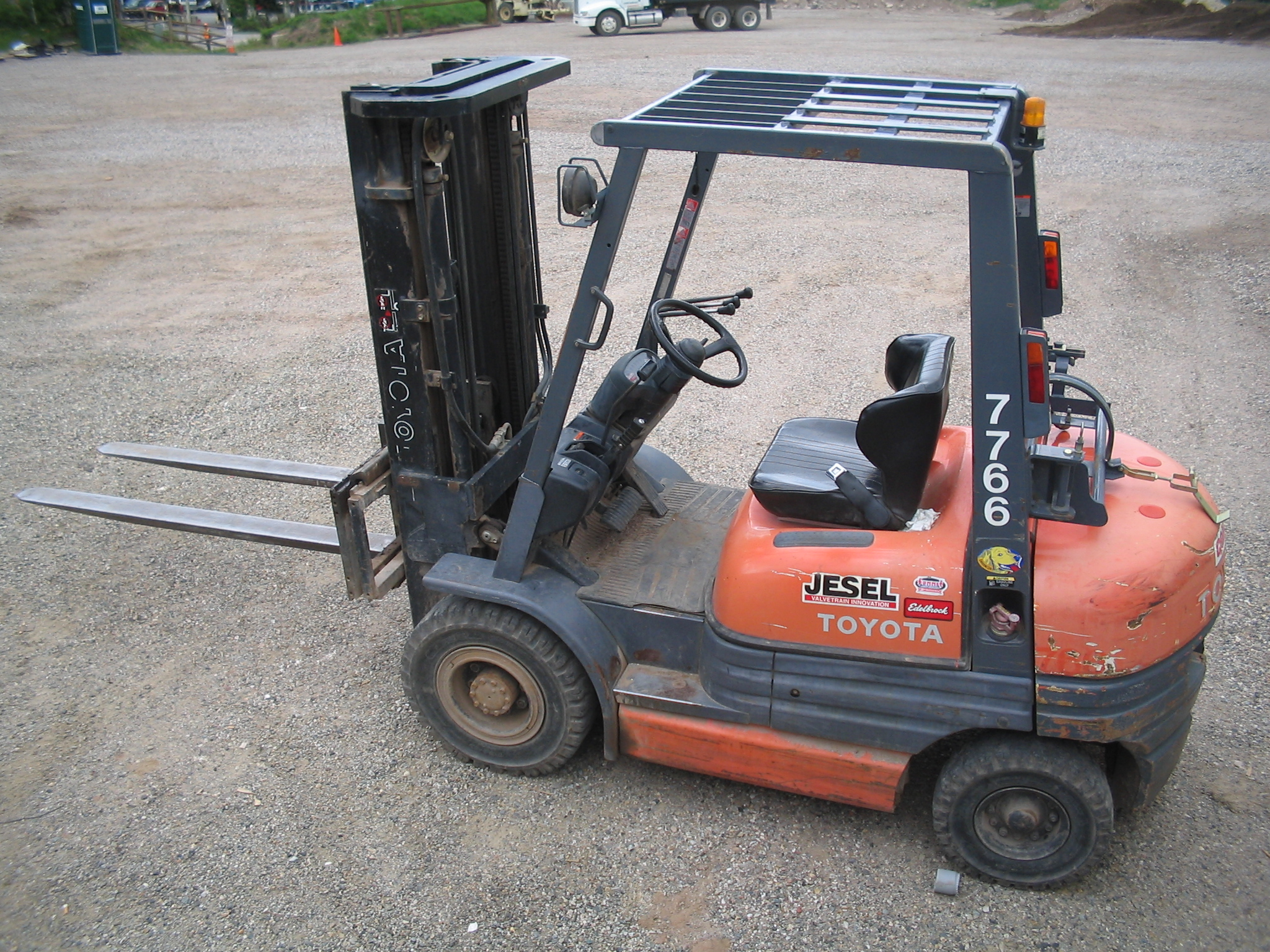
Classico carrello elevatore dotato di forche di sollevamento

L'attrezzatura amovibile di presa del carico è un'attrezzatura di presa che può essere montata direttamente o indirettamente sul gancio o su qualsiasi altro dispositivo di accoppiamento di un apparecchio di sollevamento, sollevatore o dispositivo di manipolazione a controllo manuale senza influire sull'integrità dell'apparecchio di sollevamento, sollevatore o dispositivo di manipolazione a controllo manuale.
Le attrezzature amovibili sono così classificate:
- pinze per lamiera: attrezzature non motorizzate utilizzate per movimentare le lamiere di acciaio serrandole tra ganasce;
- sollevatori a depressione: attrezzature che includono una o più ventose di aspirazione funzionanti per depressione. Si suddividono in:
  - autoadescanti: utilizzano il carico per creare il vuoto;
  - non autoadescanti: utilizzano una fonte di energia esterna (pompa, sistema Venturi, turbina).
- magneti di sollevamento:

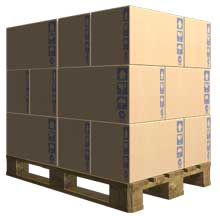
Pallet "EUR" con carico pronto per la movimentazione

- - elettrici: attrezzature con un campo magnetico permanente che crea una forza sufficiente per bloccare, trattenere e movimentare carichi con proprietà ferromagnetiche;
  - permanenti: attrezzature con un campo magnetico permanente che crea una forza sufficiente per bloccare, trattenere e movimentare carichi con proprietà ferromagnetiche. Il campo magnetico è controllato con mezzi meccanici;
  - elettropermanenti: attrezzature con un campo magnetico permanente che crea una forza sufficiente per bloccare, trattenere e movimentare carichi con proprietà ferromagnetiche. Il campo magnetico è controllato mediante una corrente elettrica che non è necessaria per sostenere il campo magnetico;
- travi di sollevamento: apparecchiature costituite da uno o più elementi provvisti di punti di attacco per facilitare la movimentazione dei carichi che richiedono sostegno in più punti;
- ganci a C: attrezzature a forma di C utilizzate per sollevare carichi cavi, qual bobine e tubi;
- forche di sollevamento: attrezzature costituite a due o più bracci fissati a un montante con un braccio superiore, essenzialmente per sollevare carichi su pallet o simili;
- pinze (o tenaglie): attrezzature utilizzate per movimentare i carichi serrando una parte specifica del carico. Tali attrezzature vengono classificate come accessori sottogancio.

## Normativa di riferimento
- UNI EN 13155